# Neopoeciloderma
Neopoeciloderma is een kevergeslacht uit de familie van de boktorren (Cerambycidae). De wetenschappelijke naam van het geslacht werd voor het eerst geldig gepubliceerd in 1981 door Monné & Martins.

## Soorten
Neopoeciloderma is monotypisch en omvat slechts de volgende soort:
- Neopoeciloderma lepturoides (Jacquelin du Val, 1857)